# Schönberg am Kamp
Schönberg am Kamp är en ort och kommun  i Österrike. Den ligger i distriktet Krems i förbundslandet Niederösterreich, 60 km nordväst om huvudstaden Wien.
Kommunen består av 14 orter (Ortschaften) (inom parentes invånarantal 1 januari 2024):

- Altenhof (60)
- Buchberger Waldhütten (35)
- Fernitz (42)
- Freischling (93)
- Kriegenreith (17)
- Mollands (275)
- Oberplank (52)
- Plank am Kamp (243)
- Raan (35)
- Schönberg (574)
- Schönberg-Neustift (138)
- See (34)
- Stiefern (199)
- Thürneustift (60)